# أنبوب نيمو

أرقام من أنبوب BA0000-P31 ، توضح احتراق الرقم 0

نيمو علامة تجارية لصنف من أنابيب الأشعة المهبطية الصغيرة (CRTs) المستخدمة في شاشات العرض الرقمية. صنّعه مهندسون إلكترونيون صناعيون (IEE) في منتصف الستينيات من القرن العشرين. كان الأنبوب يحتوي على عشرة مسدسات إلكترونية مع مرسام (الإستنسل) وظيفته تشكيل الأشعة المهبطية كأرقام.

## التفاصيل
يعمل أنبوب نيمو على مبدأ مشابه لمكبر الصوت، لكنه استخدم تصميمًا أبسط بكثير. كان الغرض منها عرض ر قم واحد، أو لتعمل بمثابة شاشات بسيطة، أو لتعرض أربعة أو ستة أرقام عن طريق نظام انحراف مغناطيسي أفقي خاص. بوجود ثلاثة أنواع فقط من الأقطاب الكهربائية (الأسلام الشعرية والأنود وعشر شبكات مختلفة)، كانت دائرة التحكّم لهذا الأنبوب بسيطة للغاية، وبما أن الصورة عُرضت على الوجه الزجاجي، فقد أتاحت زاوية عرض أوسع بكثير من أنابيب نيكسي على سبيل المثال.
يتطلب الأنبوب تياراً مباشراً بجهد 1750 فولت (DC) للأنود، كما يتطلب 1.1 فولت للأسلاك الشعرية، بالإضافة إلى تحيز كاثود للأسلاك التي تمكّن أو تعطّل عرض حرف على أنبوب معين. يسمح ذلك بمضاعفة أنابيب العرض، ما يبسّط دوائر الواجهة.
حاولت شركة تصنيع الأنابيب الألمانية تيليفانكن بيع نسخة غير مرخصة من التصميم تحت رقم النوع XM1000، ولكن رفعت شركة IEE ضدها دعوى قضائية عام 1969 وخسرتها، فاضطرت إلى تدمير جميع الأنابيب التي أنتجتها بالفعل. نجا عدد قليل منها فقط، إلا أنها لم تُصنّف بعد.

## روابط خارجية
- عمل أنبوب نيمو على يوتيوب بواسطة فران بلانش
- "تطوير أنبوب نيمو للعرض – القصة غير المروية!" مع المستندات الأصلية من المهندسين الأصليين على يوتيوب بواسطة فران بلانس